# Club Social Deportivo Estudiantes de Medicina
El Club Social Deportivo Estudiantes de Medicina fue un club de fútbol de Perú, de la ciudad de Ica en el Departamento de Ica. Fundado el 15 de enero de 1975, jugó en la Primera División del Perú siendo su mejor campaña en el Campeonato Descentralizado 2001.

## Historia
El Club Deportivo Estudiantes de Medicina fue fundado el 15 de enero de 1975 en el interior de la facultad de Medicina Humana de la Universidad San Luis Gonzaga de Ica. Se inscribió en la Tercera División distrital de Ica en ese mismo año. 
Recién a fines de los años 1990 se hizo conocido a nivel nacional, al obtener de manera consecutiva desde 1995 hasta el 2000 el título de Campeón departamental de Ica.
En el año 2000 tras una brillante campaña se coronó campeón de la Copa Perú al vencer en los dos partidos de la final al Coronel Bolognesi de Tacna, ambos por 1-0 con goles de Aldo Reyes, logrando su ascenso a la Primera División.
En 2001 logró hacer una buena campaña de la mano del Director Técnico Franco Navarro pero en la definición por el título del Torneo Clausura en Arequipa fue derrotado por Cienciano del Cusco. Luego perdería la oportunidad de participar en la Copa Libertadores tras caer en la definición por el tercer cupo a este torneo contra Sporting Cristal.
En 2004 sufrió una fuerte crisis, y un fallido intento de fusión con el Atlético Grau de Piura lo obligó a retirarse de Ica y cambiar su sede al norte. Al no poder superar su crisis económica, se vio obligado a retirarse de la Primera División cuando restaban cuatro fechas para la culminación del Campeonato Descentralizado 2004. Por este motivo, la Federación Peruana de Fútbol le suspendió todo derecho de participar en alguna liga de fútbol por espacio de tres años. Durante todo el Torneo Apertura de ese año, su nombre fue cambiado a Grau-Estudiantes —debido a la fusión (y llamado erróneamente Estudiantes-Grau por algunos)— y el uniforme que usaba era camiseta amarilla, short blanco y medias amarillas. Al terminar el Torneo Apertura, la fusión con el Atlético Grau se disolvió —debido a los problemas económicos del club iqueño—, por lo que volvió a usar su nombre original Estudiantes de Medicina y regresó nuevamente a Ica para disputar el Torneo Clausura. Así,  debió utilizar su uniforme original (camiseta morada, short y medias blancos). Sin embargo, el club siguió utilizando el uniforme del Grau-Estudiantes durante todo el Torneo Clausura.
En 2008, tras cumplir con su suspensión, regresó a participar en la liga distrital de Ica. En 2011 no participó por problemas económicos. Por ende, pasó a la Segunda División de la Liga de Ica donde sumó en 2013 un nuevo descenso a la Tercera distrital. En la temporada 2014, quedó ubicado en la quinta posición de la Serie A con 10 puntos, detrás de Deportivo Peruano Canadiense, Deportivo San Antonio de Acomayo, Sport Pacífico de Comatrana y Deportivo Puente Blanco. Desde entonces no participa en torneos oficiales.

## Uniforme
- Uniforme titular: Camiseta morada, pantalón blanco, medias blancas.
- Uniforme alternativo: Camiseta blanca, pantalón blanco, medias blancas.

### Deportivo Estudiantes de Medicina, 1995-2004

#### Titular
| Titular 1 | Titular 2 | Titular 3 | Titular 4 | Titular 5 | Titular 6 | Titular 7 | Titular 8 |

#### Alterno
| Alterno 1 | Alterno 2 | Alterno 3 | Alterno 4 | Alterno 5 | Alterno 6 | Alterno 7 |

### Estudiantes-Grau 2004
| Titular 1 | Titular 2 | Titular 3 | Alterno 1 | Alterno 2 |

## Datos del club
- Temporadas en Primera División: 4 (2001-2004)
- Mayor goleada conseguida:
  - En campeonatos nacionales de local: Estudiantes de Medicina 9:1 Sport Coopsol Trujillo (1 de septiembre de 2002).
  - En campeonatos nacionales de visita: Unión Minas 1:3 Estudiantes de Medicina (9 de septiembre de 2001).
- Mayor goleada recibida:
  - En campeonatos nacionales de local: Estudiantes de Medicina 0:4 Deportivo Wanka (2 de noviembre de 2003).
  - En campeonatos nacionales de visita: Alianza Lima 7:1 Estudiantes de Medicina (22 de noviembre de 2003).

## Entrenadores
- Eduardo Malásquez (1999)
- José Ramírez Cubas (2000) — campeón Copa Perú 2000
- Eduardo Malásquez (2001)
- Franco Navarro (2001) — subcampeón Torneo Clausura 2001
- Freddy Ternero (2002)
- Roberto Martínez (2002)
- Franco Navarro (2003)
- Juan Carlos Cabanillas (2004)
- Édgar Ospina (2004)
- Roberto Martínez (2004)

## Palmarés

### Torneos nacionales
| Competición nacional | Títulos | Subcampeonatos |
| -------------------- | ------- | -------------- |
| Copa Perú (1/0)      | 2000.   |                |

### Torneos regionales
| Competición regional             | Títulos                                           | Subcampeonatos |
| -------------------------------- | ------------------------------------------------- | -------------- |
| Etapa Regional - Región IV (2/1) | 1999, 2000.                                       | 1998.          |
| Liga Departamental de Ica (5/0)  | 1996, 1997, 1998, 1999, 2000. (Récord compartido) |                |
| Liga Distrital de Ica (3/0)      | 1980, 1995, 1996.                                 |                |